# 밤방 파뭉카스
밤방 파뭉카스(인도네시아어: Bambang Pamungkas, 1980년 6월 10일 ~ )는 인도네시아의 전 축구 선수이자 현 경영인으로 선수 시절 포지션은 스트라이커였으며 현재 친정팀인 페르시자 자카르타의 구단주를 맡고 있다. 2000년 AFC 아시안컵, 2004년 AFC 아시안컵, 2007년 AFC 아시안컵 본선에 출전했으며 현재 역대 인도네시아 축구 국가대표팀 선수 가운데 국제 A매치 최다 출장 기록을 보유하고 있다.

## 선수 경력

### 클럽
1999년 페르시자 자카르타에서 데뷔하여 데뷔 첫 해 30경기 24골이라는 경이로운 기록을 남겼고 2000년 네덜란드로 넘어가 EHC 노라드로 임대 이적하여 11경기에서 4골을 뽑아냈다. 
이후 같은 해 다시 친정팀인 자카르타로 돌아와서 2005년까지 96경기에서 56골을 터뜨리면서 팀의 리가 1 2001 시즌 우승을 이끌었고 2005 시즌 이후 말레이시아의 셀랑고르 FA로 이적하여 2007년까지 63경기에서 42골을 기록하며 팀의 말레이시아 프리미어리그 2005 시즌, 2005년 말레이시아컵, 2005년 말레이시아 FA컵 우승에 일조했다. 
2007년 이후 다시 친정팀인 자카르타로 복귀하여 2012년까지 156경기에서 78골을 터뜨렸고 2013년부터 2014년까지는 펠리타 반둥 라야에서 활동하며 24경기에서 10골을 터뜨렸으며 2015년부터 2019년까지 자카르타로 또 다시 리턴하여 71경기에서 10골을 넣는데 그쳤지만 팀의 통산 2번째 리그 우승과 2018년 인도네시아 대통령컵 우승에 일조했고 2019 시즌이 끝난 직후 선수 생활을 마감했다. 
여담으로 리가 1 1999-2000 시즌 득점왕, 리가 1 2001 시즌 최고 선수상, 말레이시아 프리미어리그 2005 시즌 득점왕 및 최고의 외국인 선수상, 2005 말레이시아 FA컵 득점왕, 2008 피알라 인도네시아컵 대회 득점왕을 차지했으며 2009년에는 인도네시아 어린이들이 선정한 가장 좋아하는 선수에 이름을 올리는 영예까지 안았다.

### 국가대표팀
1999년 A대표팀에 데뷔하여 동남아시아 경기 대회에서 팀을 동메달로 이끈 후 리투아니아와의 친선 경기에서도 득점을 기록했다. 
이후 86경기에서 38골을 터뜨리면서 팀의 아세안 축구 선수권 대회 3회 준우승과 2008년 인도네시아 독립컵 우승에 기여했고 그리고 2002년 타이거컵에서 8골을 터뜨리는 맹활약으로 이 대회 득점왕 타이틀을 거머쥐었으며 2013년까지 친선 경기를 비롯한 여러 국제 경기 및 대회에서 18골을 더 터뜨린 후 국가대표팀 은퇴를 선언했다.